# Catherine Des Urlis
Catherine Des Urlis, född 1627, död 1679, var en fransk skådespelare.
Hon var en av grundarmedlemmarna av Illustre Théâtre 1643, och var sedan engagerad vid provinsteatrarnas kringresande sällskap och sedan Théâtre du Marais mellan 1667 och 1673.